# 華北電力大学
華北電力大学（英語: North China Electric Power University）とは中華人民共和国の国立大学、中華人民共和国教育部と中国国家電網が共同運営する。中国の電力業界に強い影響力を持つ大学である。中国２１１大学、双一流大学、重点大学に選ばれている。１９５８年北京電力学院として創立、移転などを経て、今は北京市と保定市に独立機能するキャンパスを置き、「両地一体」大学となる。
保定市キャンパスは河北大学などと伴に河北省保定市の有名大学グループを構成しているが、大学本部は北京キャンパスにあるため、大学全体は北京の大学となる。